# Сингара
Сингара (греч. τὰ Σίγγαρα) — хорошо укреплённая крепость в северной Месопотамии, использовавшаяся Римской империей и Византией как форпост против Сасанидской империи. В Сингаре располагалась база I Парфянского легиона. Её положение определяется древними авторами неоднозначно. Стефан Византийский называл город относящимся к Аравии, расположенным недалеко от Эдессы, а Птолемей помещал его на берега Тигра. В настоящее время признано, что город и расположенная рядом с ним горная гряда, названная Птолемеем ὸ Σίγγαρας ὄρος, соответствуют современной местности Синджар и одноимённому городу в Ираке к западу от Мосула.
Впервые крепость была захвачена Римом во время восточного похода Траяна, когда полководец Лузий Квиет взял её без боя зимой 114 года. Город был оставлен римлянами, покинувшими Месопотамию в 117 году, и вновь захвачен Септимием Севером в 197 году. В этот период Сингара становится римской колонией, о чём свидетельствуют монеты, отчеканенные в царствование Гордиана III. В течение III века Сингара оставалась самым восточным форпостом Римской империи, там произошло знаменитое ночное сражение под Сингарой в 344 году. Другое сражение произошло под стенами этого города при Констанции II. Сингара была захвачена Шапуром II и разрушена до основания в 360 году, после чего она на два столетия исчезает из исторических хроник. Известно, что император Маврикий на непродолжительное время восстановил византийский контроль над городом, однако персы вернули его себе уже при Фоке, а через непродолжительное время Сингару захватили арабы.